# Christoph Waltz
Christoph Waltz (Beč, 4. listopada 1956.) austrijski glumac koji također posjeduje i njemačko državljanstvo.  Dobio je međunarodna priznanje za svoju ulogu nacističkog pukovnika u filmu Nemilosrdni gadovi, za koju je dobio nagradu za najboljeg glumca na filmskom festivalu u Cannesu nagrade BAFTA, Zlatni globus, Screen Actors Guild Award i Oscara za najbolju sporednu ulogu 2009. godine.
Waltz je rođen u Beču u Austriji. Sin je Nijemca Johannesa Waltza i Austrijanke Elisabeth Urbancic. Njegova baka glumica Maria Mayen glumila u Burgtheateru, a njegov pradjed je bio glumac Emmerich Reimers. Njegovi pradjedovi i prabake su također radili u kazalištu.
Studiralo je glumu u školi Max Reinhardt Seminar u Beču, te na filmskom institutu u New Yorku. Započeo je prvo kao kazališni glumac, nastupajući na mjestima kao što su Zürich Schauspielhaus u Zürichu, bečkom Burgtheateru i Salzburg Festivalu. Kasnije je postao uspješni televizijski glumac. 2000. godine napravio je redateljski debi na njemačkom jeziku u televizijskoj produkciji Wenn man sich. Waltz tečno govori tri jezika njemački, francuski i engleski koja govori i u filmu Nemilosrdni gadovi.

## Vanjske poveznice
- Internet Movie Database
- Christoph Waltz fan stranica